# Arctocebus calabarensis
El anguantibo o poto de Calabar (Arctocebus calabarensis) es una especie de primate estrepsirrino perteneciente a la familia Lorisidae. Junto al poto dorado (Arctocebus aureus) integran el género Arctocebus los cuales se encuentran estrechamente relacionado con el poto (Perodicticus potto).

## Hábitat y distribución
El animal vive en la selva lluviosa de África occidental, distribuida en algunas regiones de Camerún, Nigeria y Guinea Ecuatorial. Recibe su nombre por la ciudad nigeriana de Calabar. Habita especialmente en los claros y en sectores desforestados.

## Características
Pesa entre 266 y 465 grams, su pelaje es naranja-amarillo en la espalda, el vientre es gris o blanco con un línea blanca característica sobre el rostro. Como los demás miembros de la familia Lorisidae, tiene el dedo índice muy corto, lo que le facilita asirse con mayor facilidad a las ramas de los árboles. El segundo dedo de los miembros inferiores posee una garra que usan para acicalarse y es el único primate que posee una membrana nictitante funcional.

## Comportamiento
Es una especie nocturna y arbórea; tienden a permanecer en la parte baja del bosque a diferencia de otros estrepsirrinos nocturnos, con una ubicación típica entre los 5 y 15 metros de altura. Se moviliza lentamente entre las ramas de los árboles, manteniendo siempre contacto con al menos tres de sus cuatro miembros en un momento dado. Durante el día duerme bajo el denso follaje sujeto de una rama. 
Su dieta se basa principalmente en insectos, en especial de orugas, y la complementan con frutos. Antes de consumir las orugas eliminan cuidadosamente con sus manos las púas venenosas.
Cuando es atacado por un depredador, se enrolla sobre sí mismo manteniendo el hocico expuesto por si necesita morder, en caso de proseguir el ataque suele hacerlo en cuyo caso muerde sostenidamente sin soltar a su atacante.
Tiende a ser solitario, pero el territorio de cada macho se superpone al de varias hembras. Establecen sus vínculos sociales mediante el acicalamiento mutuo y marcas de olor. El apareamiento tiene lugar al final del ciclo estral y lo realizan colgados de las ramas. La hembra suele tener una cría luego de 131 a 136 días de gestación. Los vástagos nacen con los ojos abiertos y son capaces de asirse rápidamente al pelaje de su madre.

## Conservación
La especie se considera por la UICN en preocupación menor. Las principales amenazas provienen de la destrucción de su hábitat por la industria maderera y la creación de zonas de cultivo, y la caza por su carne en Nigeria.